# Crkva sv. Filipa u Makarskoj
Crkva sv. Filipa u Makarskoj, na Rivi, zaštićeno kulturno dobro

## Opis dobra
Crkva sv. Filipa jednobrodna je građevina s polukružnom apsidom i zvonikom s rastvorenom ložom na prvom katu. Pročelje crkve naglašeno je portalom. U unutrašnjosti crkve nalazi se pet baroknih mramornih oltara te grob biskupa Blaškovića ukrašen mramornom intarzijom. Na ogradi kora s ostacima Nakićevih orgulja, nalaze se barokne slike. Uz crkvu je danas pregrađeni samostan filipinaca, koji se sastojao od nekoliko kuća oko unutrašnjeg dvorišta, a sagradio ga je biskup Stjepan Blašković u 18. st. Na ulazu u samostan nalazi se natpis koji govori o gradnji samostana i njegovom donatoru.

## Zaštita
Pod oznakom Z-5063 zavedena je kao nepokretno kulturno dobro - pojedinačno, pravna statusa zaštićena kulturnog dobra, klasificirano kao "sakralna graditeljska baština".